# 来必翰
来必翰（William Pakenham Walsh Williams，1877年10月18日—1957年1月9日）英国圣公会传教士，在中国福建传教达40年之久。
1877年10月18日，出生于爱尔兰都柏林Rathmines。	父母分别是威廉·亨利·威尔金森·威廉斯（William Henry Wilkinson Williams）与玛格丽特·简·威廉姆斯（Margaret Jane Williams）。
1902年获都柏林三一学院学士。1905年6月参加都柏林大学福建布道会，成为英国圣公会传教士。1905年11月25日启航前往中国福建传教，1907年由福建主教按立为牧师，1910年前曾在福宁府工作。在福州三一书院（位于今福州外国语学校）工作。1919年，万拔文（William Sandford Pakenham-Walsh，1868－1960）校长退休，由来必翰接任总理（校长）。
1928年，南京国民政府成立，规定校长必须由中国人担任，于是来必翰辞职，改由林步基担任校长。1929年，三一中学爆发大规模的学潮，反对前校长来必翰认定王邦杰、陈祖培两名初三学生有猥亵行为，将其开除，新任校长林步基采取严厉措施镇压学生，将请愿学生全部开除。最后福建省教育厅下令停办三一学校中学部。
1929-1935年来必翰任福建差会司库，驻福州南台，协助恒约翰主教（John Hind，1879－1958）。1938年任福建教区的会吏长。1945年退休并返回英国：1957年1月9日在英格兰去世，享年79岁。
1957年2月，来必翰在新加坡的老朋友在圣三一堂为他举行追思礼拜。1957年2月16日，新加坡《海峡时报》报道说，来必翰曾在福建传教当了50年的传教士，显然是一个错误，应该是40年。